# International Steel Group
Die International Steel Group (ISG) war ein großer US-amerikanischer Stahlhersteller, der zwischen 2002 und 2005 Bestand hatte. Der Hauptsitz des Konzerns befand sich in Cleveland im Bundesstaat Ohio. Im Jahr 2004 stellte ISG rund 17,8 Millionen Tonnen Rohstahl her.
Das Unternehmen wurde im April 2002 durch die Investmentgesellschaft WL Ross & Company des späteren US-Handelsministers Wilbur Ross gegründet. Hauptbestandteil der ISG war zu Beginn die Stahlsparte der insolventen LTV Corporation. Diese wurde durch WL Ross & Company übernommen und durch das ebenfalls übernommene Unternehmen Acme Steel ergänzt. Im Jahr 2003 wurden mehrere Stahlwerke des traditionsreichen Bethlehem-Steel-Konzerns, der bereits 2001 Insolvenz anmeldete, in die International Steel Group eingegliedert. In der Folgezeit wurden weitere insolvente Stahlproduzenten aufgekauft und in den Konzern eingebunden. Durch die Zusammenlegung der Stahlkonzerne Ispat International, LNM Holdings und ISG, die ersten beiden im Besitz des indischen Milliardärs Lakshmi Mittal, entstand 2005 der weltgrößte Stahlhersteller Mittal Steel Company. Mittal übernahm seinerseits 2006 den luxemburgischen Wettbewerber Arcelor und fusionierte 2007 zu ArcelorMittal.